# Aglaophenia octodonta
Aglaophenia octodonta is een hydroïdpoliep uit de familie Aglaopheniidae. De poliep komt uit het geslacht Aglaophenia. Aglaophenia octodonta werd in 1868 voor het eerst wetenschappelijk beschreven door Heller. 